# Ueshima Coffee Company

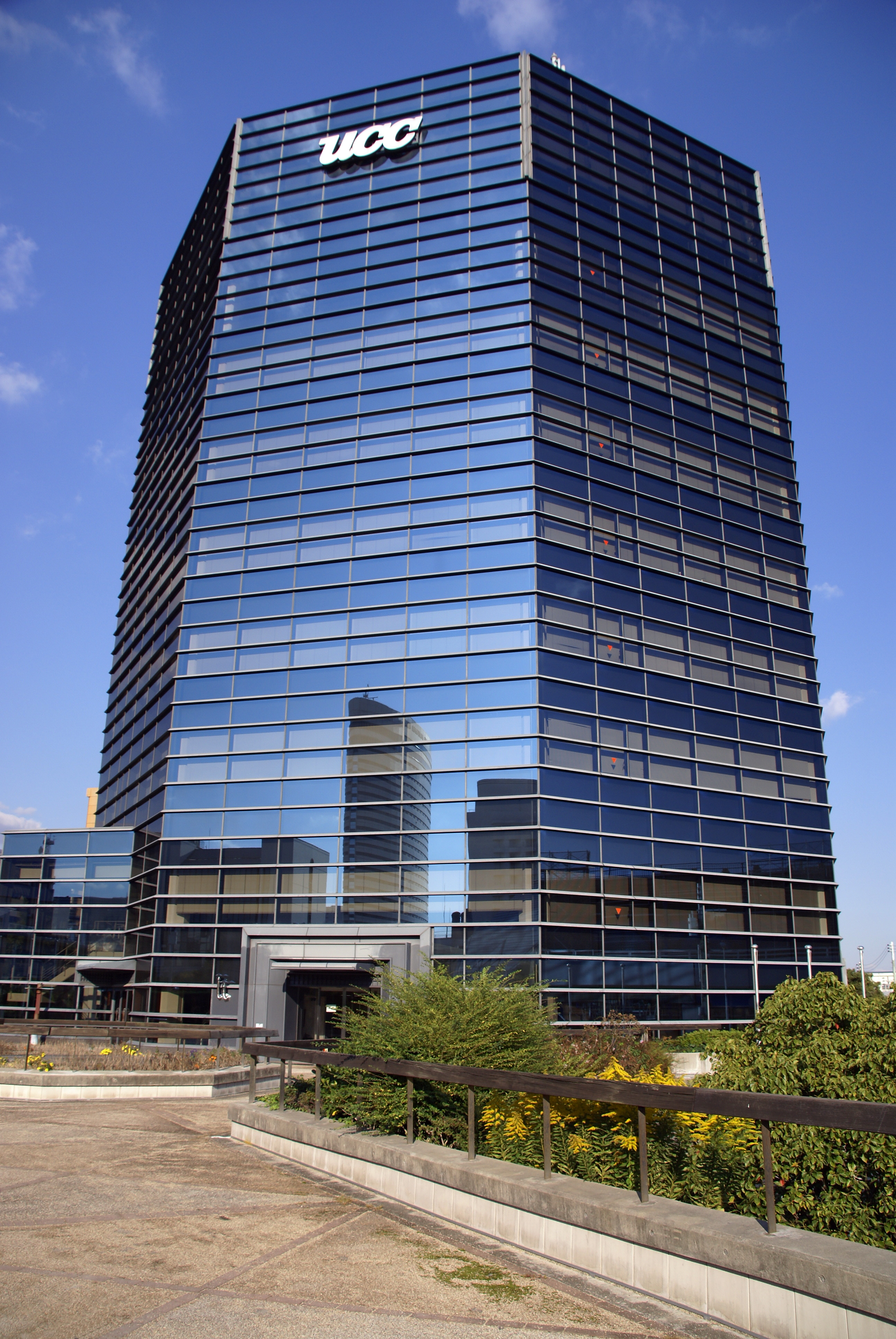
UCC Ueshima Coffee Co., Ltd. Головной офис в Кобе

UCC Ueshima Coffee Co., Ltd. (яп. UCC上島珈琲株式会社 Ю:-Си:-Си: Уэсима Ко:хи: кабусики-гайся) — японская компания-производитель кофе. Основана в 1933 году. Штаб-квартира находится в японском городе Кобе. Основные производственные мощности также располагаются в Японии (есть заводы в США и на острове Тайвань).

## История компании
- Продукция компании экспортируется более чем в 10 стран мира (в том числе в Россию).
- Начиная с 1981 года UCC — первая из производителей кофе — является владельцем плантации на Ямайке.
- В 1989 году компания создаёт собственные плантации на Гавайях.
- В 1995 году компания становится собственником плантаций в Индонезии.
- В 2002 году продукция впервые поставляется в Россию.

## Ёмкость рынка
Является лидером японского рынка по производству кофе. По итогам 2010 г. ёмкость составила 2,3 млрд $. На втором месте Россия — 2,1 млрд $, третье место у Великобритании — 1,2 млрд $.

## Бизнес-единицы за пределами Японии
- Южная Корея UESHIMA COFFEE CO., KOREA LTD. Кафе и ресторанный бизнес, реализация продукции UCC.
- Китай Ueshima coffee Co,Ltd (Шанхай, Далянь). Реализация продукции UCC. Кафе и ресторанный бизнес.
- Гонконг UCC COFFEE SHOP CO.,LTD. Кафе и ресторанный бизнес.
- Тайвань UCC UESHIMA COFFEE CO.,LTD. Производство и продажа кофе, ресторанный бизнес.
- Таиланд UCC UESHIMA COFFEE CO.,LTD. Кафе и ресторанный бизнес, реализация продукции UCC.
- Сингапур UCC UESHIMA COFFEE PTE.LTD. Реализация продукции UCC.
- США UCC UESHIMA COFFEE COMPANY,（AMERICA）INC. Реализация продукции UCC. Продажа зелёного зернового кофе.
- Гавайи UESHIMA COFFEE（UCC HAWAII）CORP. Производство и продажа кофе.
- Ямайка JAMAICA UCC BLUE MOUNTAIN COFFEE CO.,LTD. Собственная плантация.
- Бразилия UCC UESHIMA COFFEE DO BRASIL LTDA. Компания по контролю за качеством приобретаемого сырья.
- Парагвай COM PAÑíA AGROPECUARIA YGUAZÚ S.A. Собственная плантация.
- Вьетнам UCC UESHIMA COFFEE　CO.,LTD.　Компания по контролю за качеством приобретаемого сырья.